# Euonymus hamiltonianus
Euonymus hamiltonianus är en benvedsväxtart som beskrevs av Nathaniel Wallich. Euonymus hamiltonianus ingår i släktet Euonymus och familjen Celastraceae. Inga underarter finns listade.

## Bildgalleri

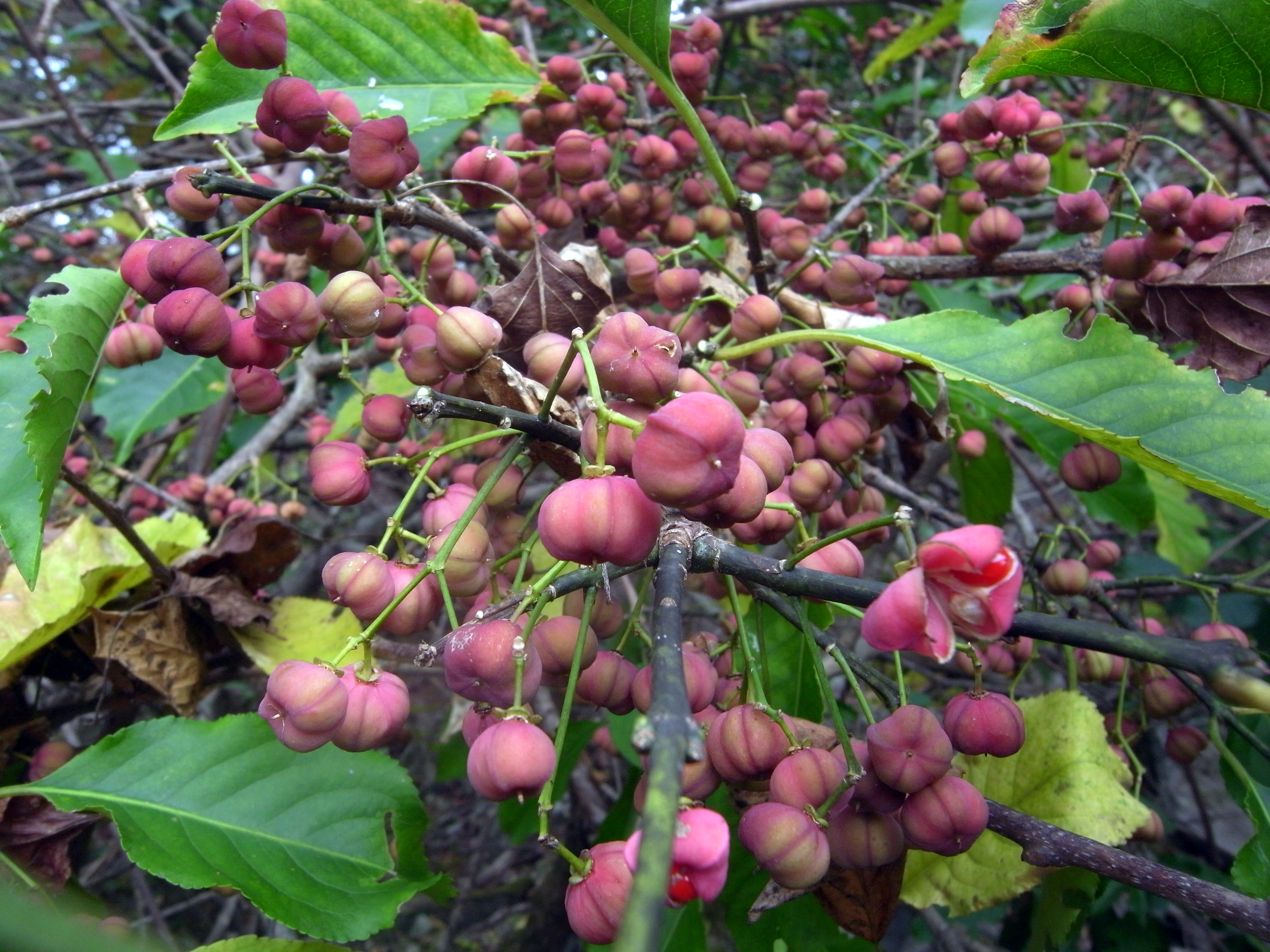
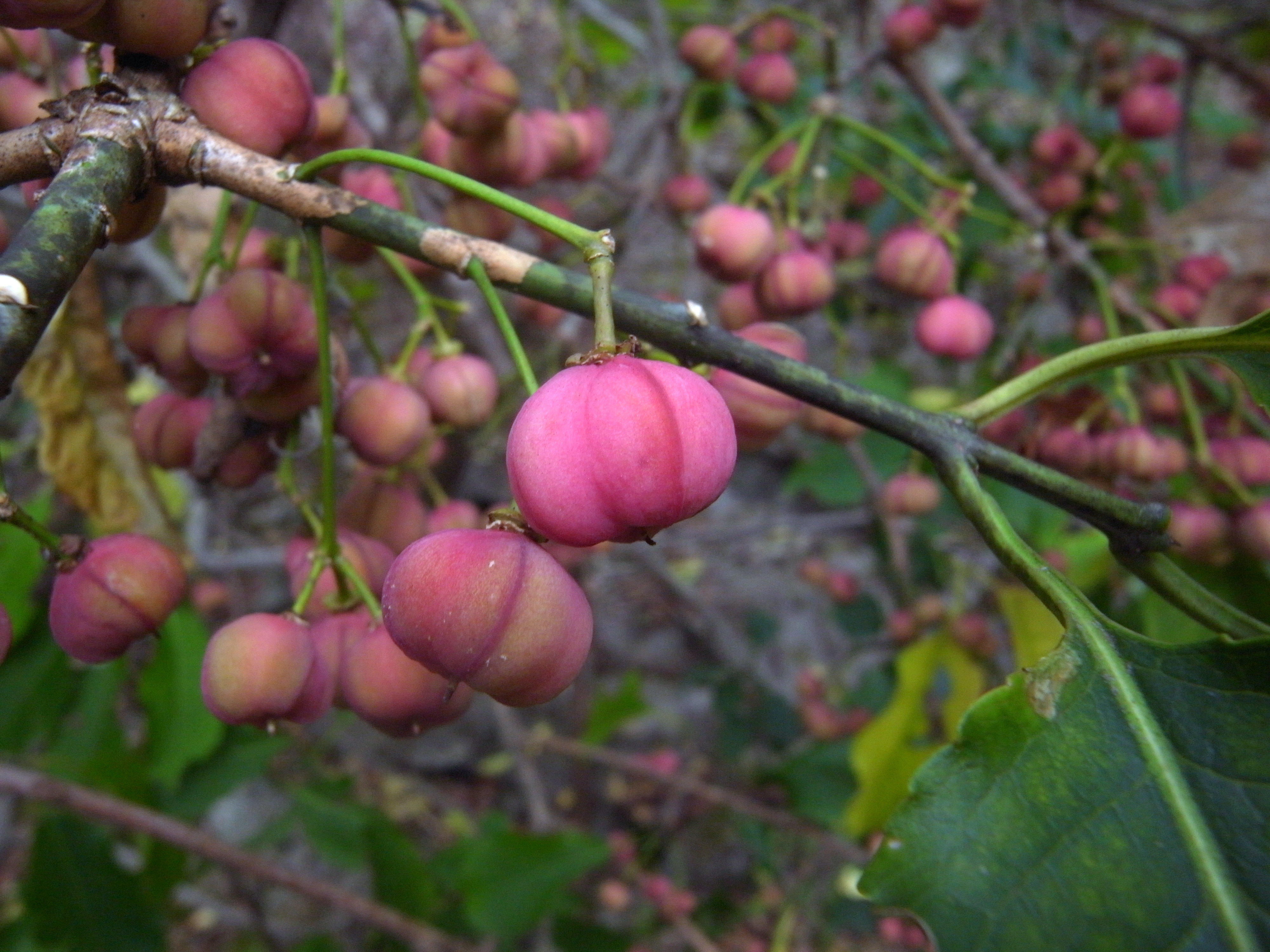
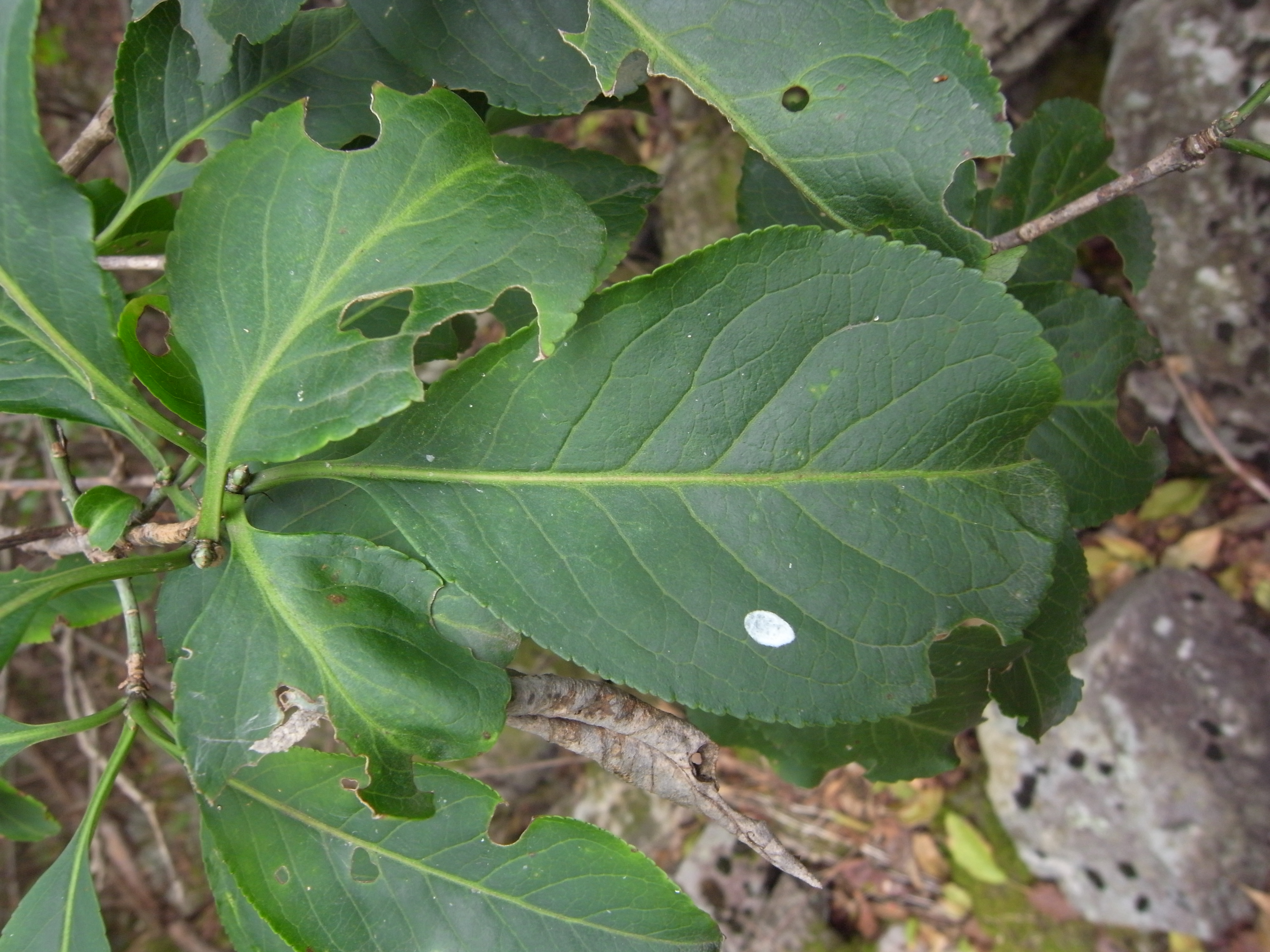
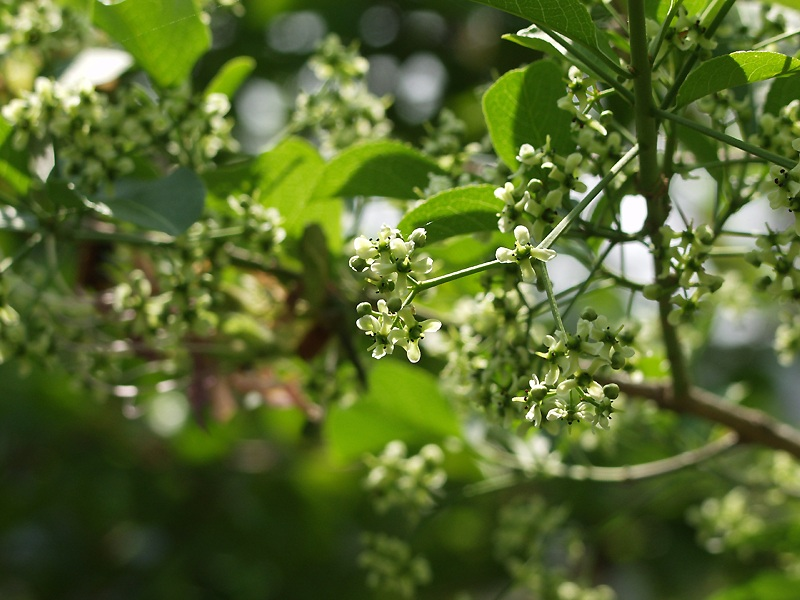
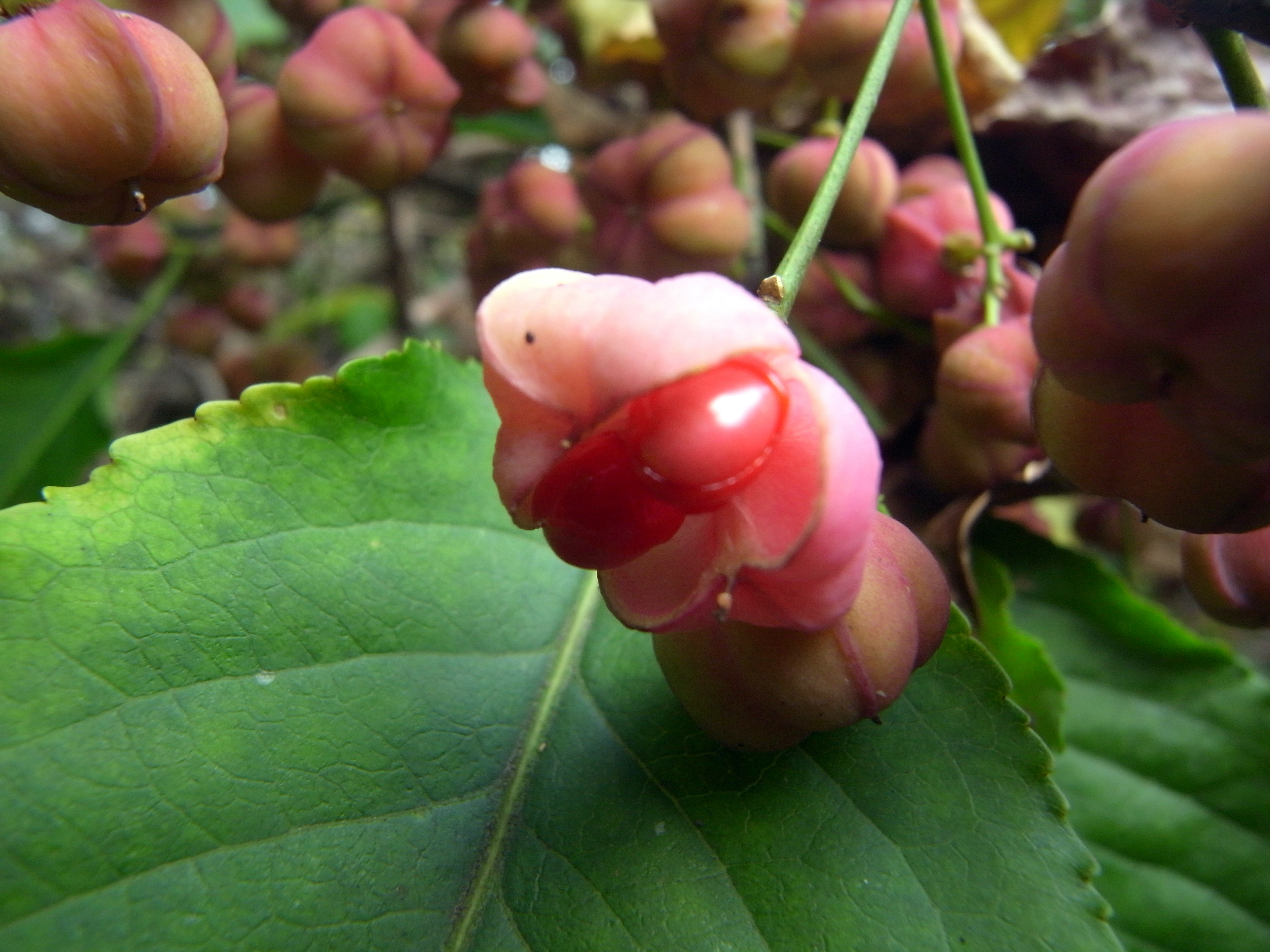
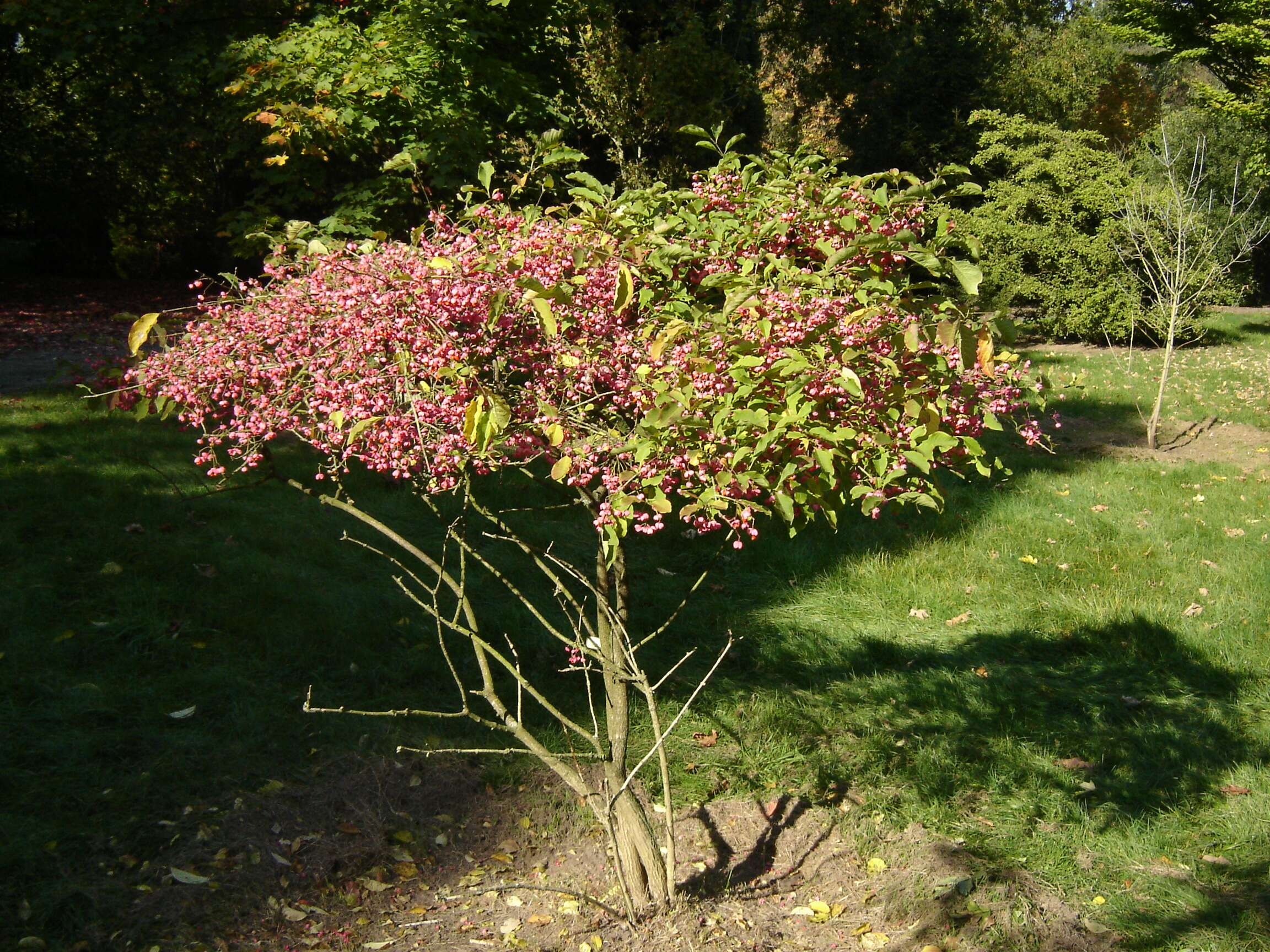